# Ranunculus banguoensis
Ranunculus banguoensis är en ranunkelväxtart som beskrevs av L. Liou. Ranunculus banguoensis ingår i släktet ranunkler, och familjen ranunkelväxter. Utöver nominatformen finns också underarten R. b. grandiflorus.